# Борис Харизанов
Борис Харизанов (болг. Борис Митев Харизанов; нар. 18 січня 1896) — болгарський офіцер, генерал-майор. Військовий аташе в Берліні. Командир 8-ї Піхотної Тунджанської дивізії під час Другої світової війни.

## Біографія
Народився 18 січня 1896 в Трекляно.
1 серпня 1917 закінчив Військову академію Його Величності і отримав звання лейтенанта, 30 червня 1919 старшого лейтенанта, а в 1926 — капітана. 19 січня 1935 був підвищений до майора. В період з 1935 по 1936 був слухачем в Софійської Військової академії.
1935 королівським указом № 335 був призначений начальником відділу штабу армії і 6 травня 1937 отримав чин підполковника.
Напередодні Другої світової війни (1941–1945) був посланий як тимчасовий військового аташе в Берліні (королівським указом № 84), 6 травня 1941 отримав звання полковника.
За наказом військового міністерства № 176 від 28 листопада 1944 призначений командиром 8-ї Піхотної Тунджанської дивізії.
5 квітня 1945 отримав чин генерал-майора і нагороджений військовою медаллю «За відвагу» III ступеня 2 класу і орденом «Олександра Невського». Звільнений з посади за наказом № 3 від 17 січня 1946.

## Військові звання
- Лейтенант (30 червня 1919)
- Капітан (1926)
- Майор (19 січня 1935)
- Підполковник (6 травня 1937)
- Полковник (6 травня 1941)
- Генерал-майор (5 квітня 1945)

## Освіта
- Військова академія Його Величності (до 1 серпня 1917)
- Військова академія (1935-1936)

## Нагороди
- Військовий орден «За хоробрість» III ступеня 2 класу
- Королівський орден «Святого Олександра» III ступеня з мечами в середині